# Feroza Adam
Pour les articles homonymes, voir Adam (homonymie).
Feroza Adam, née le 16 août 1961 à Lenasia près de Soweto et morte le 9 août 1994 au Cap, est une militante, une enseignante et une publiciste sud-africaine, membre de diverses organisations étudiantes, syndicales et politiques dont le Congrès national africain. Elle est élue au Parlement d'Afrique du Sud en 1994, peu de temps avant de mourir dans un accident de voiture.

## Biographie

### Jeunesse et études
Feroza Adam grandit dans le quartier de Lenasia située au sud de Soweto, près de Johannesbourg, dans une famille musulmane. Elle étudie à l'université du Witwatersrand, où elle s'engage en politique en tant que membre de groupes d'étudiants affiliés au Transvaal Indian Congress. Elle siège au conseil d'administration de l'Organisation des étudiants d'Azanie. Bien plus tard, elle poursuit des études complémentaires en relations internationales et en diplomatie à l'Institut des relations internationales Clingendael, aux Pays-Bas.

### Carrière
Feroza Adam commence à enseigner à l'école après avoir terminé ses études à l'université. Elle rejoint la Fédération des femmes du Transvaal (FEDTVAW) et la Fédération des femmes sud-africaines, et de 1984 à 1990, elle s'y implique en tant que publiciste. À partir de 1988, elle travaille à plein temps pour le Front démocratique uni. Elle aide à mettre en place le bureau régional du Congrès national africain dans la région de Pretoria-Witwatersrand-Vereeniging et siège au comité directeur de la Coalition nationale des femmes. Elle est responsable de la promotion publicitaire de la Ligue des femmes de l'ANC de 1992 à 1993. En 1990, elle prononce un discours lors de l'une des conférences nationales des femmes, affirmant :

« Il est important pour nous d'unir les femmes engagées pour une Afrique du Sud non raciale, non sexiste et démocratique. Sinon, nous nous retrouverons dans la même situation que les femmes d'autres pays dans l'ère post-libération. Après avoir lutté avec leurs hommes pour la libération, les camarades femmes ont constaté que leur position n'avait pas changé. Nous devons affirmer notre position en tant que femmes plus fortement que jamais auparavant, et nous ne pouvons le faire que d'une seule voix unifiée et forte. »

En 1994, elle est élue membre du Parlement national lors des premières élections générales et multiraciales au suffrage universel.

### Mort et hommages
Feroza Adam meurt des suites de blessures subies lors d'un accident de la route le 8 août 1994, lorsqu'elle conduit sa voiture dans le mauvais sens sur une sortie d'autoroute près du Cap. Elle décède quelques jours avant son 33e anniversaire. Elle est enterrée à Johannesbourg.
L'Institut d'études sur le genre de l'UNISA organise une conférence commémorative annuelle « Feroza Adam », nommée en sa mémoire. La Fondation iTouch rend hommage à son action, en soutenant les jeunes Sud-Africains et en tentant de réduire la pauvreté. 